# Cymatonycha fasciata
Cymatonycha fasciata là một loài bọ cánh cứng trong họ Cerambycidae.